# Frederick Temple Blackwood
Pour les articles homonymes, voir Frederick Temple.
Frederick Hamilton-Temple-Blackwood, né le 21 juin 1826 à Florence et mort le 12 février 1902 à Bangor, 1er comte de Dufferin puis 1er marquis de Dufferin et Ava, est un homme d'État. Il est le 3e gouverneur général du Canada de 1872 à 1878 et vice-roi des Indes de 1884 à 1888.

## Biographie

### Jeunesse
Du côté paternel, Lord Dufferin est un descendant des colons écossais qui ont immigré au comté de Down au début du XVIIe siècle. Les Blackwood sont d'importants propriétaires terriens dans les deux siècles suivants et sont créés baronnets en 1763, entrant dans la pairie d'Irlande comme baron Dufferin. Les Blackwood ont une influence sur le parlement parce qu'ils contrôlent l'arrondissement de Killyleagh (comté de Down). Les mariages dans la famille des Blackwood sont souvent avantageux pour leurs propriétés terriennes et l'ascension sociale, mais le père de Lord Dufferin, le capitaine Price Blackwood, n'a pas épousé une fille de propriétaire terrien. Sa femme, Helen Selina Sheridan, est une petite-fille du dramaturge Richard Brinsley Sheridan, et par elle, les Blackwood sont liés aux cercles littéraires et politiques.
Frederick Temple Blackwood est donc né dans une situation avantageuse à Florence en Italie en 1826. Il étudie à Eton et au College de Christ Church à l'université d'Oxford où il devient président de l'Oxford Union Society, jusqu'à ce qu'il quitte le collège après seulement deux ans, sans obtenir de diplôme. Il succède son père en 1841 comme 5e baron Dufferin et Claneboye dans la pairie d'Irlande, et est indiqué Lord-in-Waiting de la reine Victoria en 1849. En 1850, il est créé baron Claneboye, de Claneboye dans le comté de Down, dans la pairie du Royaume-Uni.
En 1856, Lord Dufferin grée la goélette Foam, et prépare un voyage autour de l'Atlantique nord. Il visite d'abord l'Islande, où il visite ce qui est alors la minuscule Reykjavik, la plaine de Þingvellir, et Geysir. Retournant à Reykjavik, le Foam est toué vers le nord par le prince Napoléon qui est en expédition dans la région sur la goélette La Reine Hortense. Dufferin navigue près de l'île Jan Mayen, mais est incapable d'accoster à cause de la glace, et n'a qu'un bref aperçu de l'île à cause du brouillard. De Jan Mayen, le Foam navigue vers le nord de la Norvège, arrêtant à Hammerfest avant de partir pour le Spitzberg.
À son retour, Lord Dufferin publie un livre relatant ses voyages, Letters From High Latitudes. Avec son ton impertinent et un rythme vivant, il a un immense succès, et peut être considéré comme le prototype du récit de voyage humoristique. Il est réédité de nombreuses années, et est traduit en français (Lettres écrites des régions polaires) et en allemand. Les lettres sont à l'origine destinées à sa mère, avec qui il a développé une relation intime après le décès de son père alors qu'il avait 15 ans.

### Diplomate
Malgré le grand succès de Letters From High Latitudes, Dufferin ne poursuit pas une carrière d'auteur, bien qu'il soit connu pour son talent d'écrivain tout le long de sa carrière. À la place il devient fonctionnaire, avec un premier engagement en 1860 comme représentant britannique à la commission en Syrie pour enquêter sur les causes de la guerre civile où la population chrétienne maronite est victime de massacres par les populations musulmanes et druzes.
Travaillant avec des représentants français, russe, prussien et turc à la commission, Lord Dufferin se montre efficace dans la réalisation des objectifs de la politique britannique dans la région. Il maintient le rôle de la Turquie dans la région, et empêche les Français d'établir un État satellite au Liban, sécurisant plus tard le départ de la force d'occupation française en Syrie. Il défend ensuite les intérêts de la communauté druze, avec laquelle la Grande-Bretagne a une association de longue date. Les autres membres de la commission sont enclins à réprimer la population druze, mais Dufferin argue qu'avoir une victoire dans la guerre pour les Chrétiens n'aurait été qu'un bain de sang. Le plan à long terme agréé par la commission pour la gouvernance de la région est largement celui proposé par Dufferin : que le Liban doit être gouverné séparément du reste de la Syrie, par un chrétien ottoman qui n'est pas originaire de Syrie.
Les réussites de Dufferin en Syrie lancent sa longue et brillante carrière dans la fonction publique. En 1864 il devient sous-secrétaire d'État en Inde, passant à sous-secrétaire de la guerre en 1866, et à partir de 1868 il occupe la charge de chancelier du duché de Lancastre dans le gouvernement du Premier ministre Gladstone. En 1871 il reçoit le titre de comte de Dufferin, dans le comté de Down, et de vicomte Clandeboye, de Clandeboye dans le comté de Down.
Lord Dufferin prend le nom de Hamilton par licence royale le 9 septembre 1862, peu avant son mariage avec Hariot Georgina Rowan Hamilton le 23 octobre 1862. Il est relié de loin à la famille Hamilton par des mariages antérieurs, et l'union est en partie destinée à éliminer quelques tenaces hostilités entre les familles. Dufferin prend également le nom de Temple, le 13 novembre 1872. Ils ont sept enfants ; les deux plus jeunes, un garçon et une fille, sont nés au Canada.
Peu après son mariage, il est profondément touché quand sa mère épouse son ami George Hay, comte de Gifford, un homme quelque 17 ans plus jeune qu'elle. Le mariage scandalise la société, mais lady Gifford meurt seulement quelques semaines après. Malgré sa désapprobation du second mariage de sa mère, Lord Dufferin est dévasté par sa mort en 1867, et construit Helen's Tower, en sa mémoire, dans la propriété de Clandaboye. Une baie voisine est aussi nommée Helen's Bay, et une gare du même nom est construite par lui à cet endroit, amenant la croissance de la ville en banlieue de la moderne Belfast de Helen's Bay.

### Gouverneur général du Canada

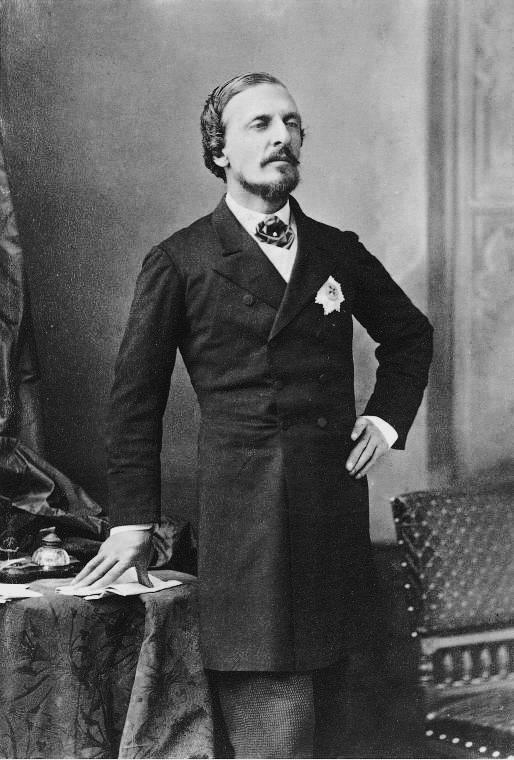
Lord Dufferin, Montréal, 1878

Après le décès de sa mère, la carrière de Dufferin avance rapidement. Il devient gouverneur général du Canada en 1872, et son mandat de six ans est une période de changement rapide dans l'histoire canadienne. Durant ce temps, l'Île-du-Prince-Édouard est admise dans la confédération, et plusieurs institutions canadiennes bien connues, comme la Cour suprême du Canada, le Collège militaire royal du Canada, et l'Intercolonial Railway, sont établis.
De l'avis de Dufferin, ses deux prédécesseurs au poste n'avaient pas donné à la position l'importance qu'elle méritait. Il se résout à assumer un rôle plus actif, et de connaître les Canadiens ordinaires autant que possible. Il est à l'aise de parler avec un large éventail de gens, autant en anglais qu'en français, et devient connu pour son charme et son hospitalité. À un moment où un faible et insipide gouverneur général aurait pu faire perdre le lien avec l'Empire, Dufferin sent que le fait de s'impliquer lui-même avec la population du Canada renforce les liens constitutionnels avec la Grande-Bretagne. Il visite chaque province canadienne, et est le premier gouverneur général à visiter le Manitoba.

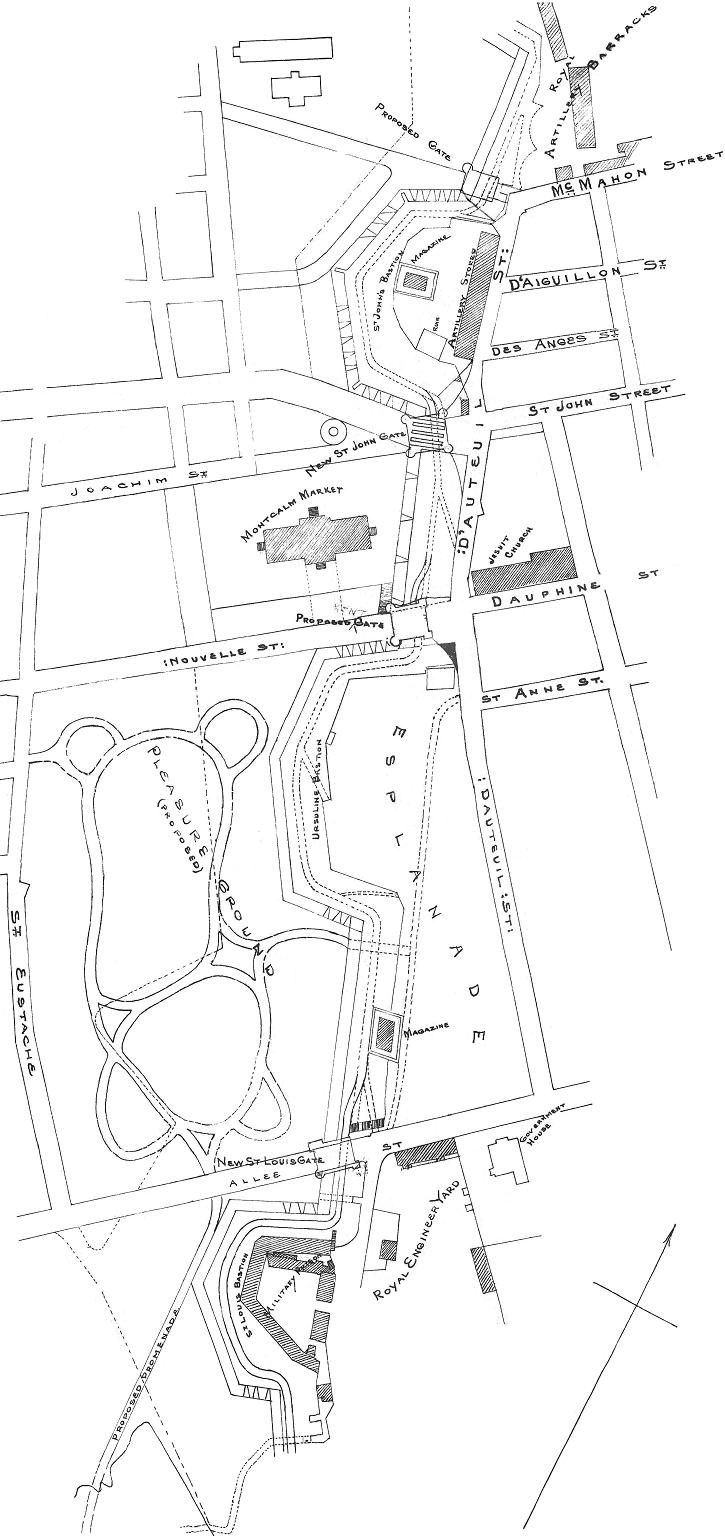
Amélioration et embellissement de Québec proposés par Lord Dufferin, 1875

Dufferin s'investit autant qu'il est permis dans les politiques canadiennes, jusqu'à aviser les ministres d'abandonner les politiques qu'il juge mauvaises. Il suit les travaux du parlement avec intérêt, en dépit du fait que le représentant de la Reine soit interdit d'entrer à la Chambre des communes. Il établit un bureau du Gouverneur général dans une aile des édifices du parlement, et Lady Dufferin écoute plusieurs débats qu'elle lui rapporte. En 1873, le scandale du Pacifique éclate quand le gouvernement conservateur de John A. Macdonald est accusé par l'opposition libérale d'irrégularité financière en relation avec la construction du chemin de fer Canadien Pacifique. Dufferin proroge le parlement, et met sur pied une enquête qui embarrasse le gouvernement, et Macdonald perd le pouvoir.
En 1873, Dufferin crée la médaille académique du Gouverneur général pour reconnaître les réalisations académiques des étudiants canadiens. Aujourd'hui, ces médailles sont les plus prestigieuses que les étudiants des écoles peuvent recevoir, et plus de 50 000 ont été accordées en tout. Il institue aussi divers prix sportifs, dont la compétition de tir du gouverneur général et le trophée de curling du gouverneur général.
Dufferin fait plusieurs ajouts et améliorations à Rideau Hall, la résidence du gouverneur général. Il ajoute la Salle de bal en 1873, et en 1876 construit la Salle de la Tente pour accueillir le nombre croissant de réceptions se tenant à Rideau Hall. Il amène aussi les Canadiens ordinaires sur le terrain de Rideau Hall en construisant une patinoire pour laquelle il contribue pour 1 624 dollars de sa propre poche, montant qui lui est remboursé plus tard par le gouvernement. L'utilisation de la patinoire est conditionnée au fait d'être « bien vêtu ». Ces initiatives rehaussent le rôle de Rideau Hall comme centre des affaires sociales.
Les Dufferin utilisent aussi la Citadelle de Québec comme seconde résidence vice-royale. Quand les fonctionnaires municipaux de la ville de Québec commencent à démolir les murs de la vieille cité, Dufferin est consterné, et les persuade d'arrêter la démolition et de réparer et restaurer ce qui a été déjà endommagé. Le Vieux-Québec est reconnu par l'UNESCO comme un lieu du Patrimoine mondial dans les années 1980. La dernière apparition publique de Dufferin comme gouverneur général est à Québec, pour poser la pierre angulaire de la terrasse Dufferin, une promenade surplombant le fleuve Saint-Laurent, construite selon son propre plan.

### Russie et Turquie
Après avoir quitté Ottawa en 1878 au terme de son mandat, Lord Dufferin retourne en Grande-Bretagne pour continuer sa carrière diplomatique. Il sert comme ambassadeur en Russie impériale de 1879 à 1881 et dans l'Empire ottoman de 1881 à 1884. Alors qu'il a précédemment travaillé pour des gouvernements du Parti Libéral, Dufferin s'éloigne progressivement des idées de William Gladstone, notamment à propos des droits de propriété des terres d'Irlande. Il accepte d'être nommé ambassadeur en Russie pour le conservateur Benjamin Disraeli, abandonnant le dirigeant libéral.
Le séjour de Dufferin en Russie est tranquille d'un point de vue politique et diplomatique, et ses papiers de l'époque concernent surtout sa vie sociale. Pendant qu'il est en Russie, il commence à jeter son dévolu sur la récompense diplomatique ultime, la vice-royauté des Indes. Cependant, Lord Ripon succède à Lord Lytton en 1880. Surtout à cause de sa conversion au catholicisme, Lord Ripon ne peut le recevoir dans son cabinet. À la place, le poste diplomatique suivant de Dufferin est à Constantinople.
Durant son séjour là-bas, la Grande-Bretagne envahit et occupe l'Égypte, qui est alors techniquement une partie de l'empire ottoman, sous prétexte de « rétablir la loi et l'ordre » après les émeutes xénophobes d'Alexandrie ayant causé la mort de 50 étrangers, et Dufferin se sent fortement concerné durant les événements entourant l'occupation. Dufferin s'assure que l'empire ottoman n'occuperait pas l'Égypte, et apaise la population d'Égypte en prévenant l'exécution d'Urabi Pacha qui a pris le contrôle de l'armée égyptienne. Urabi dirigeait la résistance contre l'influence étrangère sur l'Égypte, et après l'occupation, plusieurs membres du cabinet inclinaient à le voir pendu. Dufferin, croyant que cela n'inspirerait que de nouvelles résistances, s'assure qu'Urabi soit exilé à Ceylan.
En 1882, Dufferin voyage en Égypte en tant que commissaire britannique pour planifier la réorganisation du pays. Il écrit un rapport détaillé sur les bénéfices de l'occupation pour l'Égypte, avec des plans pour son développement qui vise à réintégrer progressivement les Égyptiens dans la gouvernance du pays. Les réformes subséquentes suivront largement ses propositions.

### Vice-roi des Indes

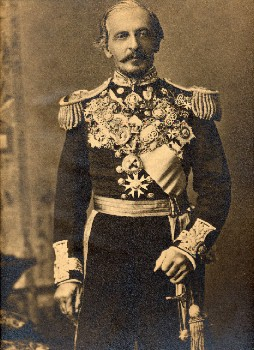
Lord Dufferin, Vice-roi des Indes.

Ses expériences en Russie et en Turquie font progresser la conscience de Dufferin sur la place de l'empire britannique dans les affaires internationales, et son séjour en Russie apporte une grande perspicacité vis-à-vis de la menace russe pour le contrôle britannique des Indes. En 1884, il réalise enfin sa dernière grande ambition avec sa nomination comme vice-roi des Indes.
Comme au Canada, il préside sur quelques grands changements en Inde. Son prédécesseur comme vice-roi, Lord Ripon, populaire auprès des Indiens, est très impopulaire auprès des anglo-indiens, qui lui reprochent la vitesse rapide de ses réformes. Pour mener à bien toute mesure, Dufferin a besoin de gagner l'appui des deux communautés. À cet égard il a du succès, et gagne l'appui substantiel de toutes les communautés en Inde. Il fait avancer la cause des indiens nationalistes durant son mandat, sans affronter les blancs conservateurs. Entre autres choses, le Parti du Congrès est fondé en 1885, et il jette les bases d'une armée moderne indienne en créant lImperial Service Corps, dirigé par des Indiens.
Il s'est souvent occupé des affaires étrangères durant son mandat. Il agit avec succès lors de l'incident du Panjdeh de 1885 en Afghanistan, quand les forces russes s'introduisent dans le territoire afghan près de l'oasis du Panjdeh. La Grande-Bretagne et la Russie engagent alors, pour des décennies, dans une virtuelle guerre froide en Asie du centre et du sud connue sous le nom de Grand Jeu, et l'incident du Pandjeh menace de provoquer un conflit violent. Lord Dufferin négocie un accord dans lequel la Russie garde le Pandjeh mais redonne les autres territoires acquis durant son avance. Pendant son mandat il voit aussi l'annexion de la Birmanie en 1886, après plusieurs années d'ingérence britannique dans la politique birmane.
En 1888, il publie le Rapport sur la condition des plus basses classes de la population au Bengale (aussi connu comme le Rapport Dufferin). Le rapport met en lumière la situation critique du pauvre au Bengale, et fut utilisé par les nationalistes pour contrer la prétention anglo-indienne voulant que le contrôle britannique est bénéfique pour les membres les plus pauvres de la société indienne. Suivant la publication du rapport, Dufferin recommande la création de conseils provinciaux et central incluant des membres indiens, aussi réclamée par le Parti du Congrès à ce moment. L’Acte des conseils indiens de 1892 (en), qui inaugurent la politique électorale au pays, est le résultat de ses recommandations.

### Maturité
Après son retour de l'Inde, Dufferin termine sa carrière comme ambassadeur en Italie de 1888 à 1891. Le 15 novembre 1888, il est promu dans la pairie comme marquis de Dufferin et Ava, dans le comté de Down et la province de Birmanie, et comte de Ava, dans la province de Birmanie. Comme ambassadeur en France de 1891 à 1896, il préside pendant une période difficile dans les relations anglo-françaises, et est accusé par quelques journalistes français de miner les relations franco-russes. Durant son séjour il aide à créer la Guilde anglo-française qui s'est depuis transformée en University of London Institute in Paris (ULIP). Après son retour de France, Dufferin devient président de la Royal Geographical Society, et recteur de l'université d'Édimbourg et de l'université de St Andrews. L'un de ses fils, Basil Temple Blackwood, est mort au combat en 1917.

## Hommages toponymiques
Canada :

Ontario
- Comté de Dufferin
- Rue Dufferin, à Toronto
- Station de métro Dufferin, à Toronto

Québec
- Terrasse Dufferin, à Québec
- Autoroute Dufferin-Montmorency, à Québec
- Cap Dufferin

 Australie :
- Comté de Dufferin